# Auchay-sur-Vendée
Auchay-sur-Vendée község Franciaország Loire mente régiójában, Vendée megyében. Új községként 2017. január 1-jén jött létre Auzay és Chaix község egyesítésével. Az egyesüléskor az új község lélekszáma 1114 fő lett. Lakosainak száma 1118 fő (2022. január 1.).

## Népesség
| Lakosok száma | 1122 | 1151 | 1143 | 1165 | 1149 | 1134 | 1118 |
|               | 2015 | 2017 | 2018 | 2019 | 2020 | 2021 | 2022 |